# Magnus III. Norský
Magnus III. Norský (norsky: Magnus Berrføtt, staroseversky: Magnús berfœttr; 1073 – 24. srpna 1103) byl norský král v letech 1093 až 1103 a v letech 1099 až 1103 král ostrova Man a severních ostrovů.
Magnus byl nemanželským synem Olafa III. Jeho přízvisko berfœtt neboli bosý vycházela podle Snorri Sturlusona z jeho záliby v gaelském stylu oblékání, při kterém se dolní část nohou nechávala odhalená. Saxo Grammaticus naopak píše, že přezdívku získal, protože byl nucen před útokem utéct bosý.

## Vláda
Po smrti Olafa III. v roce 1093 byl Magnus prohlášen králem ve Vikenu, v Trondheimu, zatímco jeho bratranec Haakon Magnusson byl králem prohlášen v Trondheimu. Brzy se Magnus dostal s Haakonem do konfliktu a válka se zdála nevyhnutelná. Haakon však náhle zemřel v roce 1094 při cesttě přes horu Dovrefjell. Magnus se tak stal jediným vládcem Norska. Uvěznil Haakonova pěstouna Toreho på Steiga a poté ho nechal oběsit.
Magnus chtěl obnovit norský vliv v okolí Irského moře. V roce 1098 odplul s flotilou 60 lodí a pěti tisíci muži nejdříve na Orkneje, kde obnovil moc norského krále, a poté do Walesu, kde porazil Normany. Kromě Orknejí Magnus dobyl i Hebridy a ostrov Man. Edgar Skotský podepsal s Magnusem smlouvu, která obsahovala vymezení východní hranice Skotska a uznávala Magnusův nárok na Hebridy a Kintyre, což bylo potvrzení již existujícího stavu. Do Norska se Magnus vrátil na začátku roku 1099.
V roce 1100 Magnus III začal boj se švédským králem Inge I. kvůli svým nárokům na oblast západně od jezera Vänern a vyplenil větší část Götalandu. Tato válka však nepřinesla trvalé výsledky. Na mírovém setkání v roce 1101 (tzv. setkání tří králů) v norské Kungahälle se sešli tři skandinávští králové: Inge I. Švédský, Erik I. Dánský a Magnus III. Norský. Magnus souhlasil s tím, že se ožení s Ingeho dcerou Markétou.
V roce 1103 Magnus uzavřel alianci s velekrálem Irska Muirchertachem Ua Briainen, jehož dcera Blathmin O'Brien se vdala za Magnusova syna Sigurda. V roce 1103 se chystal vrátit do Norska, ale 24. srpna byl v Ulsteru zabit v bitvě. Byl posledním norským králem, který zemřel v bitvě za hranicemi své země. Norové, které tomuto přepadení unikli, odpluli zpět do své země.
Magnus III. neměl potomky se svou manželkou Markétou, ale v době jeho smrti přesto měl tři syny: Øysteina Magnussona , Sigurda Magnussona a Olafa Magnussona. Každý z nich měl jinou matku. Tito tři synové se stali Magnusovými následníky jako vládci Norska.